# Agrypon flexorium
Agrypon flexorium là một loài tò vò trong họ Ichneumonidae.